# Архиепархия Папеэте
 Архиепархия Папеэте  (лат. Archidioecesis Papeetensis ) — архиепархия Римско-Католической церкви с центром в городе Папеэте, остров Таити, Французская Полинезия. Юрисдикция архиепархии Папеэте распространяется на острова Тубуаи, Общества, Туамоту, Питкэрн (владение Великобритании), Гамбье, Наветренные и Подветренные острова. В митрополию Папеэте входит епархия Таиохаэ-о-Тефенуаэната. Кафедральным собором епархии архиепархии Папеэте является собор Непорочного Зачатия Пресвятой Девы Марии.

## История
14 июня 1833 года Римский папа Григорий XVI выпустил бреве «In sublime», которой учредил апостольский викариат Океании, выделив его из апостольской префектуры Южных морей.
13 августа 1844 года апостольский викариат Южных морей передал часть своей территории новой апостольской префектуре Сандвичевых островов (сегодня — Епархия Гонолулу).
9 мая 1848 года из апостольского викариата Южных морей выделился апостольский викариат Маркизских островов (сегодня — Епархия Таиохаэ-о-Тефенуаэната). В этот же день апостольский викариат Южных морей был переименован в апостольский викариат Таити.
27 ноября 1922 года апостольский викариат Таити передал часть своей территории в пользу возведения апостольской префектуры островов Кука (сегодня — Епархия Раротонга).
21 июня 1966 года Римский папа Павел VI выпустил буллу «Prophetarum voces», которой преобразовал апостольский викариат Таити в архиепархию Папеэте.

## Ординарии архиепархии
- епископ Флорентен-Этьен Жоссен (9.05.1848 — 12.02.1884);
- епископ Мари-Жозеф Вердье (11.02.1884 — 26.02.1908);
- епископ Атанас Эрмель (26.02.1908 — 20.02.1932);
- епископ Жюльен-Мари Нуай (26.04.1932 — 14.08.1937);
- архиепископ Поль-Лоран-Жан-Луи Мазе (8.11.1938 — 5.03.1973);
- архиепископ Мишель-Гаспар Коппенрат (5.03.1973 — 4.06.1999);
- архиепископ Юбер Коппенрат (4.06.1999 — 31.03.2011);
- архиепископ Жан-Пьер Коттансо (с 15 декабря 2016 года).

## Источник
- Annuario Pontificio, Libreria Editrice Vaticana, Città del Vaticano, 2003, ISBN 88-209-7422-3
- Бреве In sublimi, Bullarium pontificium Sacrae congregationis de propaganda fide, tomo V, Romae 1841, p. 97 Архивная копия от 2 апреля 2015 на Wayback Machine  (лат.)
- Бреве Pastorale officium, Raffaele de Martinis, Iuris pontificii de propaganda fide. Pars prima, Tomo V, Romae 1893, p. 343  (лат.)
- Булла Prophetarum voces Архивная копия от 3 февраля 2014 на Wayback Machine  (лат.)